# The Father, the Son, and the Holy Fonz
The Father, the Son, and the Holy Fonz (titulado En el nombre del padre, del hijo y el espíritu Fonz en España y El padre, el hijo y el santo Fonz en Hispanoamérica) es el decimoctavo episodio de la cuarta temporada de la serie Padre de familia emitido el 18 de diciembre de 2005 a través de FOX. El episodio está escrito por Danny Smith y dirigido por James Purdum.
La trama se centra en Peter, el cual en su afán de encontrar su propia religión, encuentra al Fonz su espíritu guía al que seguir y decide fundar una iglesia en su nombre.
El capítulo recibió en su mayoría críticas positivas por el argumento y las múltiples referencias culturales. Según la cuota de pantalla Nielsen, la serie fue vista por 8,26 millones de televidentes en el día de su primera emisión. Como artistas invitados, aparecen Paula Abdul, Tom Bosley, Gary Cole, Charles Durning, Sherman Hemsley, Phil LaMarr, Sherry Romito, Marion Ross, Amir Talai, Fred Tatasciore, Sarah Utterback y Wally Wingert junto con el reparto habitual de la serie.

## Argumento
Francis Griffin, el devoto padre católico de Peter visita a su familia, para malestar de Lois, que aparte de aguantar su falta de respeto, insiste en bautizar a Stewie, sin embargo Peter accede a su petición para no discutir con su padre. No obstante, al llegar a una iglesia para ejercer el bautismo, el cura les advierte de que el agua bendita está contaminada y que no es apta para su uso, sin embargo Francis cree que todo son tonterías y decide bautizarle por su cuenta. A los pocos días, Stewie empieza a ponerse enfermo y es enviado a urgencias donde les informan de que Stewie debe vivir durante un tiempo aislado en cuarentena dentro de una burbuja de plástico libre de gérmenes. Cuando Lois descubre que su hijo ha sido bautizado sin su consentimiento, le reprocha su irresponsabilidad y le sugiere seguir sus propias creencias y no dejarse llevar por Francis. Es entonces cuando piensa que su mujer tiene razón y decide probar con varias religiones sin éxito. Incapaz de encontrar una religión que se adecue a su forma de ser, decide crear su propia religión inspirada en la serie Happy Days y fundar la Iglesia Unificada del Fonz.
Al principio, los Griffin (en especial Lois) se sorprenden del éxito del nuevo templo. Por su parte, a Brian (por su ateísmo) y a Francis le desagrada la idea de que este sea el líder religioso de lo que consideran una farsa y ambos deciden trabajar en equipo para quitarle tal idea a Peter. Durante la siguiente misa, Brian y Francis irrumpen dejando claro a Peter que cuando surge una religión que se hace más poderosa que otras, siempre surgen tales que pretenden captar fieles que se sientan más identificadas con la susodicha religión, varios ejemplos son Sherman Hemsley como fundador de la iglesia de George Jeferson, Gavin MacLeod para la iglesia del Capitán Stubing y Kirk Cameron, que aunque en un principio, Peter asume que intenta convertir a sus feligreses en adoradores de Mike Seaver, este le corrige al decirle que pretende convertirlos al cristianismo.
Finalmente Peter se queda sin fieles y al volver a casa se deprime al ver que no ha influido en nadie, sin embargo Lois le anima al decirle que su religión no era tan mala idea cuando pretendía compartir valores como la amistad y el respeto mutuo, aun así Peter duda de que todo eso sea cierto, a pesar de que en otra parte de la casa, Francis se arrodilla ante una imagen del Fonz y aplaude al ritmo de Rock Around the Clock.

## Producción
El guionista y productor ejecutivo: Danny Smith escribió todos los episodios en los que ha aparecido Francis, entre los que se encuentra Holy Crap. Una de las escenas eliminadas por decisión de la FOX era una en la que Francis aparecía clavando una cruz cristiana en el comedor en la que Stewie respondía de manera irónica: "Oh sí, no hay nada mejor que ver un judío medio desnudo clavado en una cruz a la hora de comer", sin embargo, la susodicha escena apareció en las cadenas Cartoon Network, TBS y en la edición DVD. En la cadena Adult Swim, el episodio fue catalogado como TV-MA por su contenido blasfemo, en cambio tanto en la TBS como en las posteriores emisiones en Adult Swim fueron catalogadas como TV-14 DL por los diálogos sugerentes y lenguaje ofensivo. En otra escena, Peter aparecía diciendo: "Lo siento, pero si alguien dice algo sobre la contaminación, me voy a cabrear" después de que el médico les informara a Peter y a Lois de que Stewie había sido expuesto a agua bendita en mal estado, sin embargo fue eliminada por razones desconocidas. Después de que Stewie tenga que vivir en una caja para su cuarentena y Lois le deja el pañal a medio acabar, este le exige que termine el trabajo, ya que huele a Nueva Orleans, sin embargo tuvieron que modificar esa parte del guion por los sucesos del huracán Katrina. No obstante fue remplazado por "aquí huele peor que Brian Dennehy".
La estatua del Fonz de la iglesia de Peter iba a ser similar a la crucifixión de Jesús, pero los estándares de la cadena les obligó a retirarlo. También estaba preparado que Peter cantara ante los fieles el tema principal de Happy Days, sin embargo no llegó a usarse el tema al no conseguir los productores los derechos. Los productores tampoco consiguieron contratar a Henry Winkler o Garry Marshall como artistas invitados, por lo que para llenar el hueco del episodio crearon un sketch en el que criticaban a Madonna, aunque reconocieron que tenía "poca gracia".

## Referencias culturales

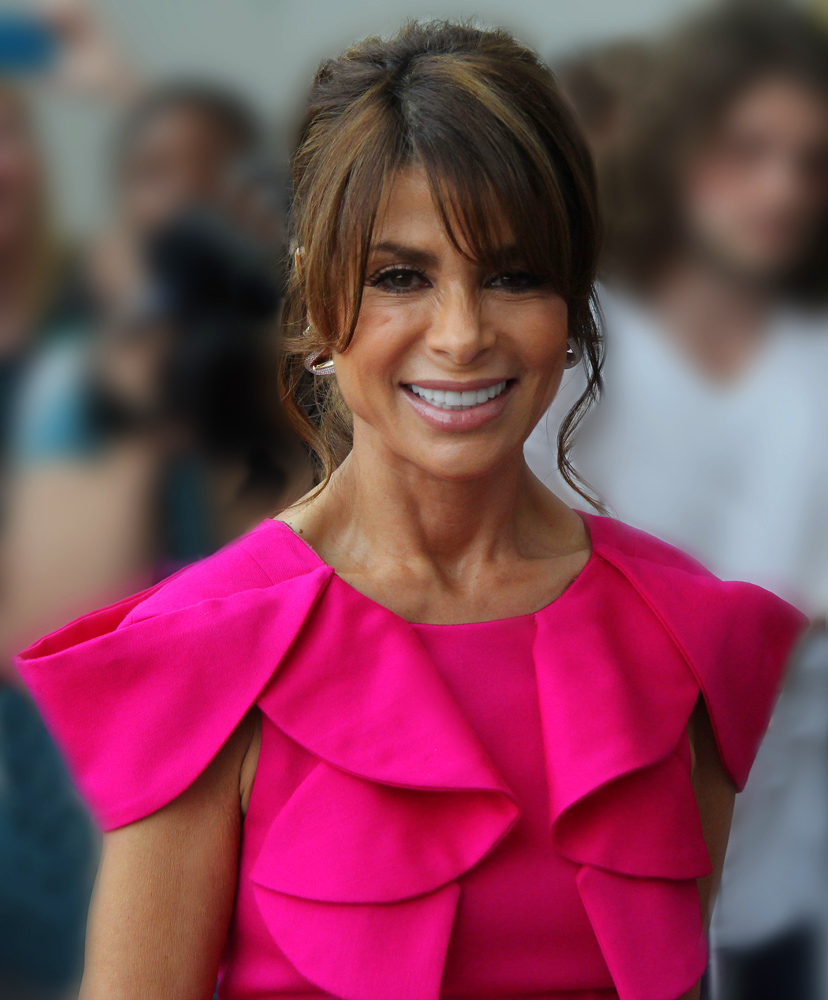
Paula Abdul hizo una aparición en imagen real junto a Peter Griffin en la escena de Opposites Attract, de hecho la cantante tuvo que recrear la secuencia del videoclip para ir al compás del personaje.